# Гураге
Гура́ге — группа эфиосемитских народов в Эфиопии. Населяют малоплодородную гористую местность в юго-западной Эфиопии, окружённую кушитскими народами, к югу от верховьев реки Аваш (зоны Гураге, Сыльти и Хадия на северо-востоке региона Народов и народностей Юга), в 100 км к югу от Аддис-Абебы.
Говорят на языках южной подгруппы эфиосемитских языков, внутри которой не образуют единой группировки. При этом языковое деление народов гураге не совпадает с этническим. Для некоторых языков существует письменность на основе эфиопской графики. Распространены также языки оромо и амхарский.
Традиционно считается, что гураге делятся на 3 группы: западных, северных и восточных гураге. Однако народности, объединяемые в группу гураге, не образуют единства в культурном отношении и не обладают общим самосознанием. Основным этнообразующим фактором является религия: как правило к гураге себя относят христиане (до 45 %, в основном — Эфиопская Церковь), а близкие по языку группы мусульман-суннитов (в частности, сельти и соддо) не относят себя к гураге. То же относится к некоторым христианским группам, например, зай. В результате фактически гураге себя считают только западные гураге и уолане из восточных.

## Состав
- Западные гураге
  - себат-бет гураге (собственно гураге) — 0,9 млн чел. (2006, оценка). Возникла около 1875 г., как конфедерация 5 племён (мухер, чаха, эжа, ыннамор, гьето), под гегемонией чаха. После присоединения к Эфиопии в том же году к конфедерации примкнули племена акилиль и уолане и она стала называться «Гураге семи домов» (я-сэбат-бет гураге). По другим источникам включает гура, эндегень или гумер, но не уолане и акилиль. Языки — мухыр, западные и юго-западные гураге, уолане говорят на наречии языка сильте.
  - маскан (мескан, месган) — 28 тыс. чел.; язык — мэскан.
  - месмес — 12 тыс. чел., мусульмане, наречие входит в юго-западный гураге, вымерло;

- Северные гураге
- 482 тыс. чел., язык соддо-добби.
  - соддо (кыстане)
  - гогот (добби)

- Восточные гураге:
  - сельти (сильти) — 1,2 млн чел.; язык сильте. На референдуме 2000 года сельти единодушно проголосовали за то, чтобы отделиться от зоны Гураге и образовать отдельную зону Сельти в рамках РННЮ[1].
    - уолане — говорят на наречии языка сильте, но этнически относятся к себат-бет-гураге;

  - зай (звай) — 7,1 тыс. чел. на островах и побережье оз. Звай (регион Оромия). Звай — это название озера и города, а зай — (само)название языка и народа. Христиане, но не считают себя гураге.

## История
Впервые упоминаются в хронике эфиопского негуса Амдэ-Цыйона I (1314—1344). В XV—XVII веках гураге входили в состав Эфиопской империи, откуда в их среду стало проникать христианство. Отрезанные от Империи нашествием оромо (XVI—XVIII век), создали княжества, часть которых в начале XIX века объединилась в союз 8 племён (мухер, чаха, эжа, ыннамор, гьето, гумер, акилиль и уолане) во главе с чаха. В конце XIX века были включены в состав Эфиопии, тогда же окончательно сложилась конфедерация себат-бет.
Каждое племя делилось на кланы полноправных общинников и низшие касты охотников, ремесленников и ритуальных специалистов (уатта, или фуга). Среди полноправных общинников была распространена клиентела. Клиенты получали от вождей племён и кланов в пользование скот, отдавая своим господам приплод и оказывая им услуги.

## Культура
Традиционная культура типична для Северо-Восточной Африки. Основные занятия — пашенное и ручное поливное земледелие (тэфф, дурра, кофе и др.; ведущую роль в культуре играет абиссинский банан энсет) и скотоводство, у зай — рыболовство. Традиционное жилище типа тукуля. Свыше 25 % живут в городах (гураге составляют одну из заметных этнических общин Аддис-Абебы и др.), занимаются торговлей и работой по найму, значителен слой интеллигенции.
Деревенская община составляет патрилинейный клан, управляется советом старейшин яжока. Сохраняются родоплеменные, половозрастные и кастовые структуры, расширенные семьи, обычай побратимства (гурда), мифология, фольклор.
Традиционный пантеон возглавляется богом-творцом Йигзар (имя восходит к обозначению христианского Бога), включает также культурного героя небесного бога Вак (ему посвящены племенные и родовые святилища жрецы дамо-нида, ритуальная невеста главного жреца выбирается представителями 7 племён, ежегодно справляется праздник Чист), громовержца Боже (в кажд. усадьбе водружается его символ — шина — шест с навершием в форме эфиопского креста, изготовленный из центрального столба дома, разрушенного молнией; ему посвящены разветвлённая организация жрецов во главе с гуэтаквыя — хранителем святилища, ежегодный праздник Ныпуэр), женское божество Демвамвит (покровительница женского союза Мвыят, возглавляемого знахарем-мужчиной; на ежегодном празднике Чыма проводится очистительный обряд с применением глистогонного растения Hagenia abyssinica); справляются также праздник девушек (восходящий к женским инициациям) Некуэ, общеэфиопские христианские праздники, мусульманами — праздник Куделла Шероча и др.
В 1988 году образовалась Организация взаимопомощи и развития народов гураге (GPSDO).